# 小曽根町 (桐生市)
小曾根町（こそねちょう）は、群馬県桐生市の町名である。通称として「小曽根町」の表記が用いられている。郵便番号は376-0043。

## 地理
桐生市の中部に位置する。永楽町・宮本町とともに桐生市第九区に属する。北部から東部にかけて宮本町に、南部は永楽町に、西南部は宮前町に、西部は堤町にそれぞれ接する。
町域の北部は「桐生が岡」と呼ばれる丘陵地となっている。水道山の中腹に大川美術館があり、喫茶室から市街地を展望できる。地域内を山手通りが通じており、西桐生駅（宮前町）や桐生駅（末広町）にほど近い。

## 歴史
かつての村松村の一部にあたる。1873年（明治6年）に、今泉村、堤村、本宿村、村松村が合併して安楽土村となる。
1889年（明治22年）の町村制施行により、桐生新町、新宿村、安楽土村、下久方村、上久方村平井が合併して桐生町が発足、安楽土村は桐生町の大字の一つとなる。1921年（大正10年）の市制施行を経て、1929年（昭和4年）に大字が廃止され現在の町名である「小曽根町」となった。
町内北部には、かつて群馬県立桐生高等学校の前身である桐生町立桐生中学校があった。その後桐生市立西中学校が開校し、現在では西中学校が南中学校・昭和中学校と統合したため、桐生市立西公民館分館となっている。また、桐生市立西幼稚園の敷地には群馬県立桐生女子高等学校の前身にあたる桐生高等女学校があった。

## 世帯数と人口
2022年（令和4年）1月31日現在の世帯数と人口は以下の通りである。
| 町丁     | 世帯数  | 人口  |
| -------- | ------- | ----- |
| 小曾根町 | 174世帯 | 317人 |

## 小・中学校の学区
市立小・中学校に通う場合、学区は以下の通りとなる。
| 番地 | 小学校           | 中学校             |
| ---- | ---------------- | ------------------ |
| 全域 | 桐生市立西小学校 | 桐生市立中央中学校 |

## 交通

### 鉄道
町内に鉄道駅はない。

### 道路
山手通りが通じている。

## 施設
- 大川美術館
- 桐生市立西公民館分館 - 旧桐生市立西中学校。
- 桐生市立西小学校
- 桐生市立西幼稚園
- 桐生大学附属中学校・桐生第一高等学校

## 避難所
- 西小学校（洪水災害、土砂災害、地震、大規模火災、内水氾濫時の緊急避難場所及び指定避難所）[6]
- 西公民館分館体育館・運動場（洪水災害、土砂災害、地震、大規模火災、内水氾濫時の緊急避難場所及び指定避難所）
- 西幼稚園（洪水災害、地震、土砂災害、内水氾濫時の緊急避難場所）